# Coreura
Coreura is een geslacht van vlinders van de familie spinneruilen (Erebidae), uit de onderfamilie Arctiinae.

## Soorten
- C. albicosta Draudt, 1915
- C. alcedo Draudt, 1915
- C. cerealia Druce, 1897
- C. eion Druce, 1896
- C. engelkei Rothschild, 1912
- C. euchromioides Walker, 1864
- C. fida Hübner, 1827
- C. interposita Hampson, 1901
- C. lysimachides Druce, 1897
- C. simsoni Druce, 1885
- C. sinerubra Kaye, 1919